# Підводний човен

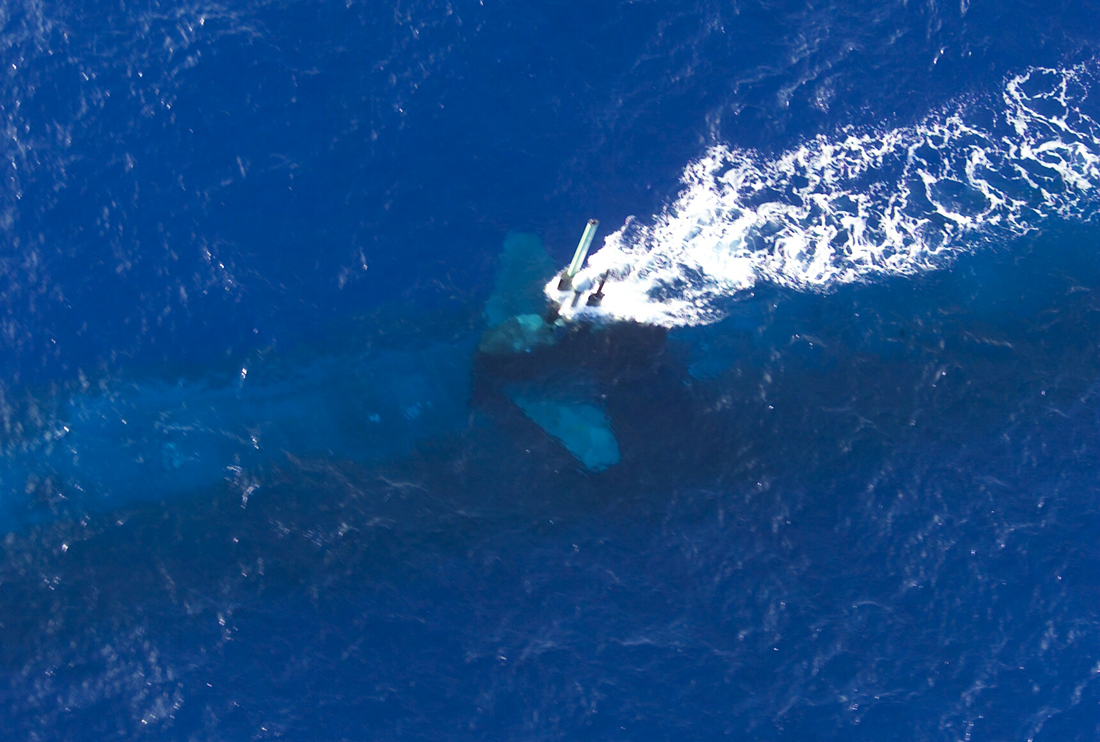
Атомний підводний човен SSN-722 «Key West» на перископній глибині під час навчань RIMPAC-2004

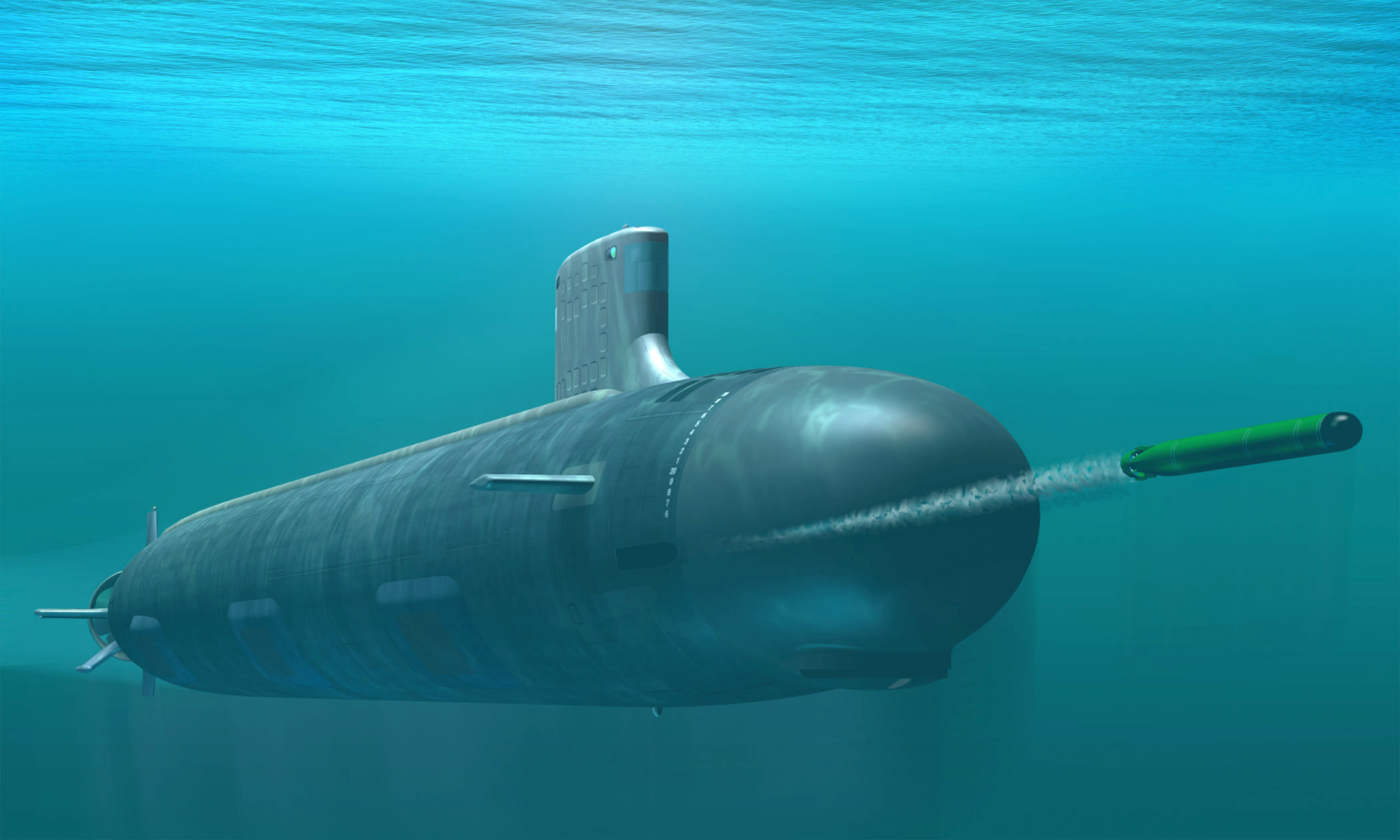
Підводний човен ВМС США типу «Вірджинія» у підводному положенні запускає торпеду. 3D графіка

Підво́дний чо́вен (абр.: ПЧ; підчо́вен; також субмари́на від англ. submarine) — різновид кораблів, найчастіше військових, які здатні занурюватися під воду і тривалий час перебувати у підводному положенні. Нині (2000-і) підводні човни є на озброєнні військово-морських сил сорока країн, зокрема шість країн мають атомні підводні човни.
Зазвичай, підводні човни мають краплеподібну або сигароподібну форми, металеву, часто з гумовим покриттям, зовнішню обшивку — легкий корпус, призначений для отримання оптимальних гідродинамічних властивостей корабля. Під легким корпусом є міцна оболонка — основний корпус човна, виготовлений зі спеціальних сплавів, здатний витримати тиск води на глибинах занурення. Для надання судну змінної плавучості (здатності занурюватися під воду, триматися на певній глибині та спливати на поверхню) використовується система баластних цистерн, які заповнюються водою або продуваються стисненим повітрям. Керування човном у підводному положенні здійснюється також за допомогою стерн глибини. Рушіями підводних човнів є атомні, дизель-електричні (поєднання дизеля для надводного плавання і електродвигуна для підводного), анаеробні (повітрянонезалежні) енергетичні установки.

## Історія будівництва і бойового застосування

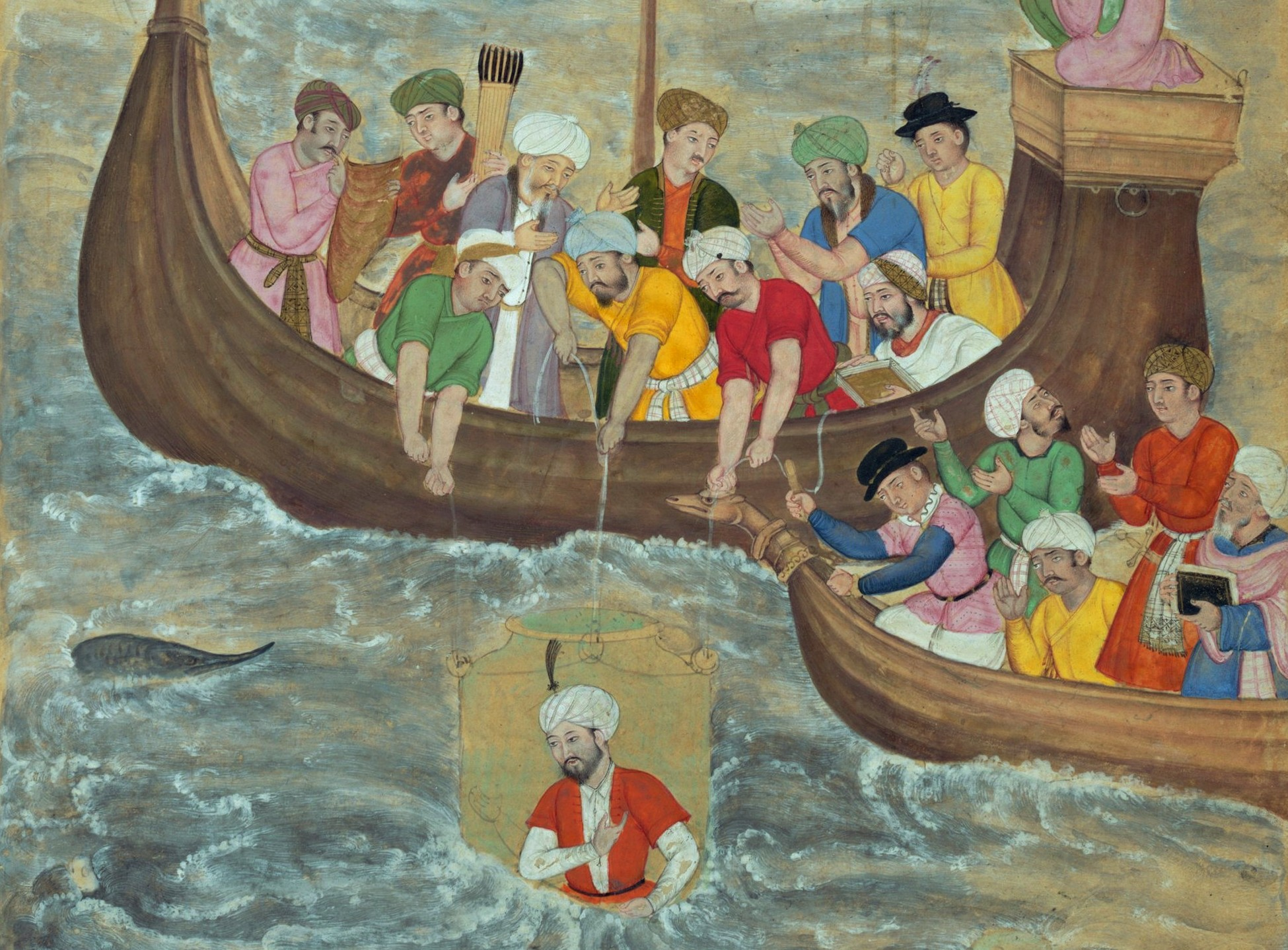
Олександр Македонський спускається під воду. Східна картина XVI століття

### Перші прототипи
Ідея створення апарата, що опускається під воду, сягає своїм корінням античності. Існують припущення, що в IV столітті до н. е. Александр Македонський для спуску під воду використовував щось схоже на водолазний дзвін, про що збереглися свідчення на картинах пізнішого часу. Середньовічний єврейський філософ Авраам ібн Езра (1089–1164) інтерпретує Ноїв ковчег як судно, яке залишалося під водою протягом 40 днів, після чого спливло на поверхню — тобто по суті підводний човен.

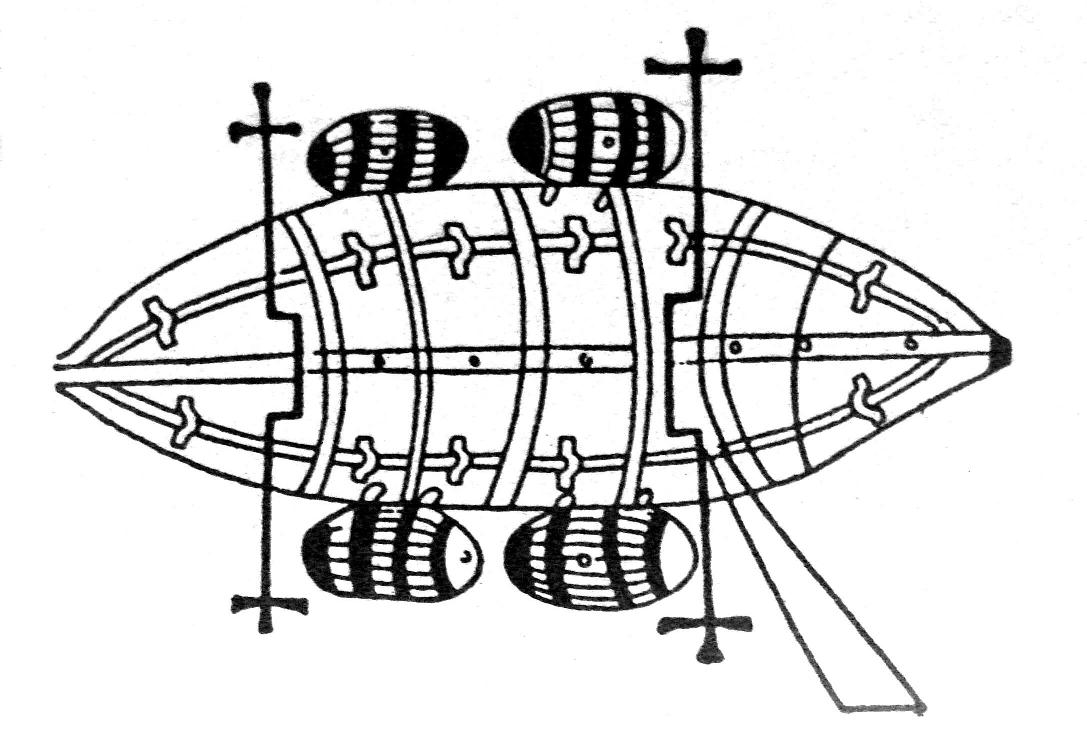
Ескіз підводного судна Гідо да Віджевано (1280–1349 рр.)

Середньовічні мислителі також активно намагались створити підводний транспортний засіб, основою якого міг бути перевернутий догори дном човен. Першим реально робочим підводним судном стала підводна галера голландського механіка та фізика Корнеліуса Дреббеля (1572–1633), побудована для короля Англії Якова І.
Цікавим був проєкт підводного судна американського винахідника Роберта Фултона (1765–1815). Його роботи не викликали інтересу в Америці, тому 1797 року Фултон переїхав у Францію, де 1800 року побудував вдалу модель підводного човна і представив її Наполеону Бонапарту. Навесні 1801 року в ході випробувань у порту Гавра човен перебував на глибині 7,6 метрів майже 20 хвилин. У серпні того ж року другий човен Фултона «Наутілус», побудований з листової міді із залізними кріпленнями, за годину пройшов по Сені у підводному положенні 1/2 милі.

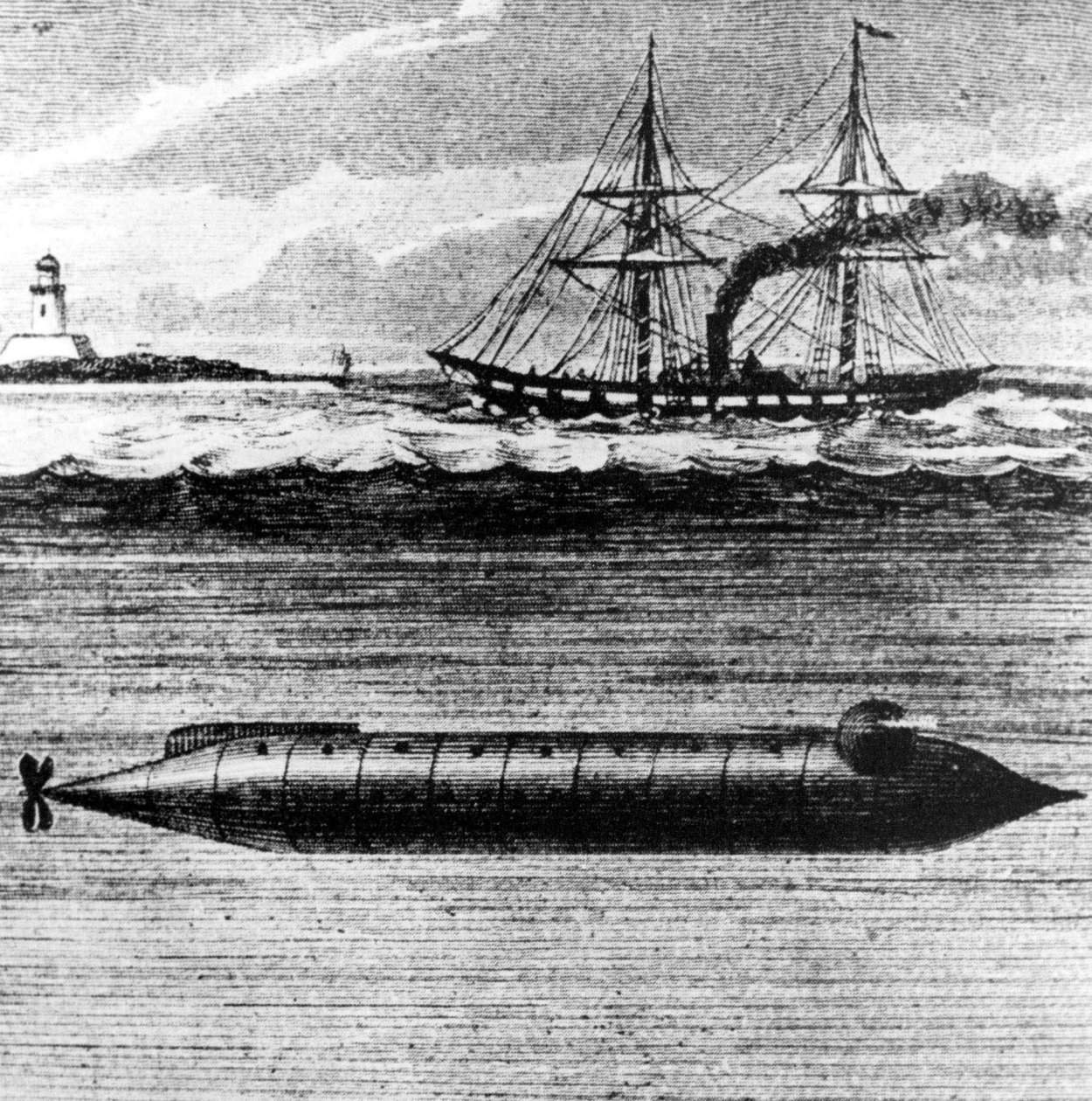
Перший підводний човен ВМС США USS Alligator, 1862 рік

Кілька прототипів підводних човнів використовувались протиборчими сторонами під час Громадянської війни у США. У 1861 році ВМС США уклали контракт на будівництво підводного човна з інженером Брутом де Вільруа, збудований човен «Алігатор» став першим підводним човном ВМС США. Першим у світі «підводним човном», який здійснив успішну атаку ворожого корабля, стала субмарина Конфедератів «Давід», частіше відома як CSS H. L. Hunley (укр. Г. Л. Ганлі), названа так за іменем її творця — Гораса Лоусона Ганлі. 17 лютого 1864 року лейтенант Діксон з вісьмома членами екіпажу підірвав адміральське судно флоту Півночі «Г'юстонік» (англ. «Housatonic»), яке блокувало Чарльстон, але й підводний човен з усім екіпажем загинув. Цей випадок — єдиний в історії військово-морських боїв у XIX столітті.

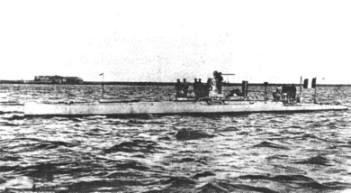
ПЧ типу «Нарвал» ВМС Франції. 1900 рік

Човен Ганлі був паровозним котлом, носова і кормова частини якого були загострені. Занурення здійснювалось заповненням двох баластних цистерн на носі та кормі, а для спливання вони продувались ручними помпами. На ходу човен занурювався дією бічних стерн. Для термінового спливання скидався залізний баласт, закріплений на дні човна. Запасу повітря вистачало на дві години перебування під водою. Зусилля на гребний ґвинт передавалося за допомогою колінчастого валу від м'язової сили матросів. Таким чином човен міг рухатись на тихій воді 4-ривузловим ходом. Озброєння складалось з «тичинної міни» — заряду вибухівки, закріпленого на довгій сталевій жердині на носі човна, який потрібно було завести під корпус судна противника.

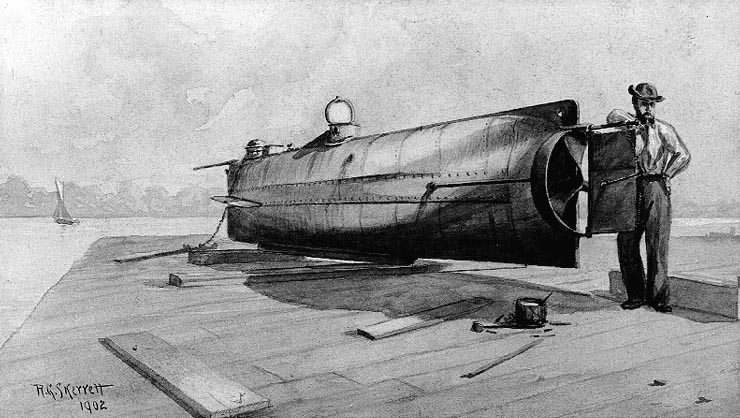
Підводний човен Гораса Лоусона Ганлі. Ескіз Р. Скаретта. 1902 рік

Наприкінці XIX століття з'явились підводні човни з електричною силовою установкою, а потім з бензиновим або дизельним двигуном для надводного плавання і з електричним для підводного. До дизельного двигуна почали підключати електрогенератор, який виробляв електричний струм для підзарядки акумуляторних батарей. Застосування з підводних човнів торпед і морських мін перетворювало їх на грізну зброю.
У травні 1899 року на міжнародній конференції в Гаазі була здійснена перша і безрезультатна спроба обмежити створення й використання підводної зброї. У результаті на початку XX століття підводні човни почали вводитись до складу військово-морських сил більшості провідних країн світу.

### Епоха торпедних дизель-електричних човнів
Якщо у XIX столітті в кораблебудівних програмах провідних морських держав підводним човнам не приділялось достатньої уваги, то з початку XX століття в багатьох країнах розгорнулось їхнє серійне будівництво. Однак у період до Першої світової війни перевага віддавалась будівництву лінійних кораблів, які вважались основним класом бойових кораблів. Але вже на початку Першої світової війни один німецький підводний човен U-9 потопив три британські броненосні крейсери «Абукір» (англ. Aboukir), «Гог» (англ. Hogue) і «Крессі» (англ. Cressy). За перші два місяці війни п'ять підводних човнів (три німецькі та два британські) потопили вісім крейсерів. Після цього підводні човни стали вважатись серйозною бойовою силою.

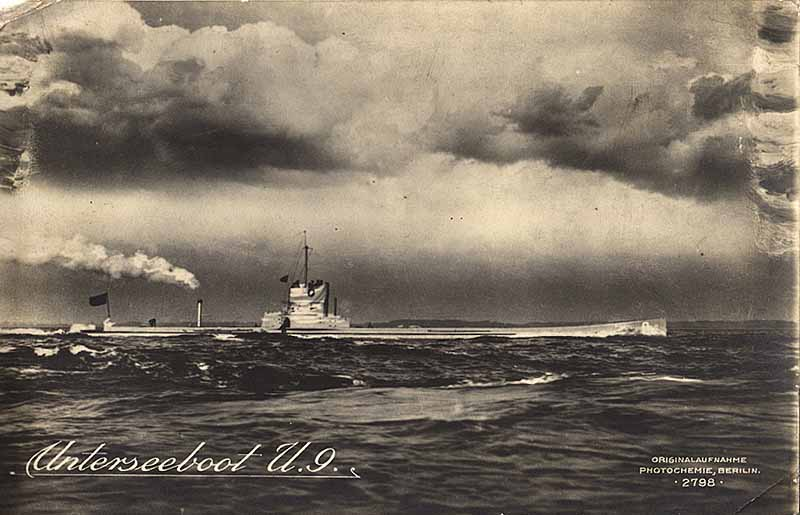
Підводний човен U-9. Фото до 1914 року.

За час війни 600 підводних човнів держав що воювали потопили 55 великих бойових кораблів (лінкорів і крейсерів), 105 есмінців, 33 субмарини. Найбільш ефективно човни діяли на торгових комунікаціях: якщо надводні кораблі потопили лише 217 транспортів, то субмарини — близько 6000. Загальна вантажність потоплених підводними човнами торгових суден склала близько 19 млн реєстрових тонн. Для нейтралізації тільки німецьких підводних човнів союзники змушені були залучити 5 тисяч кораблів, 2 тисячі літаків і близько 200 аеростатів. Проти них тільки в Північному морі було виставлено близько 140 тисяч мін. Унаслідок дій німецьких підводних човнів на морських комунікаціях Британія опинилась на межі поразки у війні. Прагнучи блокувати Британію організацією жорсткої підводної війни, німці потопили океанський лайнер «Лузітанія», серед загиблих пасажирів якого були громадяни США. Цей інцидент украй негативно вплинув на відносини між США і Німеччиною та наблизив США до вступу у війну.
За час Першої світової війни підводні човни значно вдосконалились, стрімко збільшилась їхня кількість. Це і поява морської авіації кардинально змінили характер боротьби на океанських театрах військових дій. Завершився період лінійних флотів, настав час флотів різнорідних сил. У міжвоєнний період розвиток підводного кораблебудування йшов переважно в напрямку досягнення максимальної швидкості надводного ходу, високої автономності та збільшення потужності артилерійського озброєння. Найбільших успіхів у цьому досягли німці, які на базі найвдаліших проєктів Першої світової війни здійснювали свої провідні розробки в підставних організаціях, зареєстрованих у нейтральних країнах. Удосконалювалась зброя підводних човнів — з'явились торпеди з безконтактними детонаторами, торпеди з можливістю маневрування і повороту на певні кути, в Японії успішно розроблялись кисневі торпеди. Одночасно вдосконалювались методи підводного виявлення — у Великій Британії розпочалось серійне будівництво гідролокаторів, які, з одного боку, стали загрозою для підводних човнів, а з іншого — «очима» ПЧ в підводному положенні.

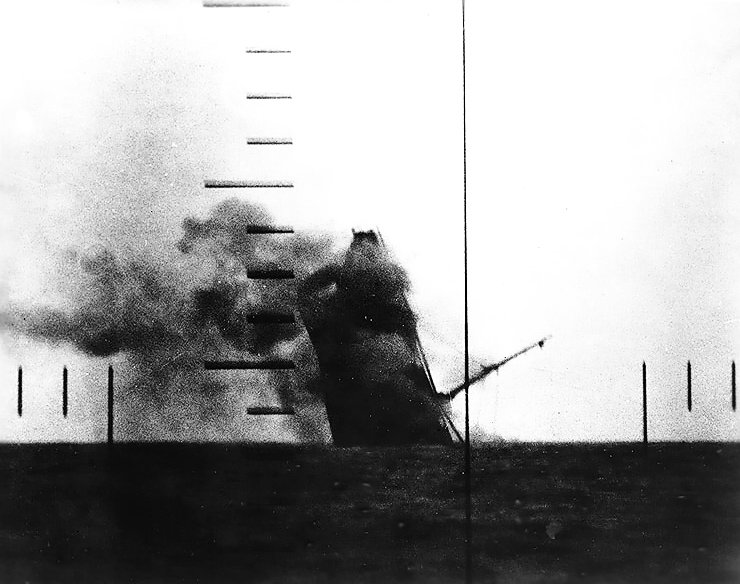
Підводний човен «Уаху» (SS-238) ВМС США торпедує японський транспорт «Нітсу Мару». 23 березня 1943 року.

На початок Другої світової війни у складі німецького флоту нараховувалось 57 підводних човнів, флоту США — 99, Великої Британії — 69, Франції — 77, Італії — 115, Японії — 63, СРСР — 211. За час війни у світі було побудовано понад 1850 субмарин, з яких Великою Британією — 165, США — 203, Італією — 41, Японією — 129, СРСР — 54, а Німеччиною — 1131. Під час війни в Німеччині будувались підводні човни усіх підкласів, переважно середні — серії VIIC і великі — серії IXC. Човни серії VIIC мали дальність плавання до 6100 миль, були озброєні п'ятьма торпедними апаратами, 88-мм гарматою і двома зенітними автоматами. Човни серії IXC — дальність плавання понад 11 тисяч миль, 6 торпедних апаратів, 105-мм гармата і зенітні автомати.
За час цієї війни підводні човни цілком виправдали своє призначення: ними було потоплено близько 4330 транспортних суден, у той час як надводними кораблями — тільки 336. Підводними човнами було знищено 395 бойових кораблів, зокрема 3 лінкори, 17 авіаносців, 122 есмінці, 75 підводних човнів та 146 кораблів інших класів. Загинули 1123 підводні човни.
При цьому технічно підводні човни цього періоду залишались у своїй більшості дуже недосконалими і були по суті «пірнальними» — могли занурюватись на глибину до 100–150 метрів і перебувати під водою порівняно невеликий час, що вимірювався годинами і залежав від заряду батарей і запасу кисню. Основний же час підводний човен проводив у надводному положенні, часто й атаки здійснювались з надводного положення, особливо це було характерно для німецьких підводників до 1941 року при атаках на конвої в нічний час.
Використання союзниками радіолокації для пошуку підводних човнів різко збільшило втрати німецького підводного флоту. Виникла необхідність забезпечити дії човнів у поході і на бойовому курсі в підводному положенні. Однак тривалість ходу на електромоторі обмежувалась необхідністю частого спливання для підзарядки акумуляторних батарей. А дизель не міг працювати у підводному положенні через обмежений запас повітря в корпусі човна, необхідного, найперше, для продувки баластних цистерн та забезпечення життєдіяльності екіпажу. Крім того, в підводному положенні швидкість ходу 5-6 вузлів могла триматись не довше 45 хвилин. При швидкості конвоїв, яка могла досягати 10 вузлів, це вкрай обмежувало можливість маневру човна для успішної підводної атаки.

Німецький підводний човен U-243 типу VII в надводному положенні ухиляється від повітряної атаки. 1944 рік.

Здавалось можливим розв'язати цю проблему використанням створеного 1937 року двигуна інженера Вальтера, який працював на пероксиді водню і не потребував кисню для горіння горючої суміші. Таким двигуном передбачалось забезпечити новий човен з обтічним корпусом. Очікувалось, що він зробить революцію, оскільки забезпечить швидкість ходу під водою до 25 вузлів.
Однак з'ясувалось, що в необхідні терміни човен Вальтера створити неможливо. Було вирішено на базі цього човна створити човен з подвоєною кількістю акумуляторних батарей тоннажем 1600 тонн, в якому для забезпечення роботи дизеля у підводному положенні використовувати шноркель — систему шлангів для засмоктування повітря і виведення відпрацьованих газів. У результаті був створений човен зі швидкістю підводного ходу 18 вузлів протягом 1,5 години; 12-14 вузлів протягом 10 годин і 5 вузлів протягом 60 годин. При цьому в підводному положенні човен був здатен відірватися від переслідування.
Найбільших бойових успіхів досягли німецькі підводні човни в ході битви за Атлантику, особливо після того, як Крігсмаріне очолив Карл Деніц. Він розробив стратегію «вовчих зграй», вперше скоординувавши бойові дії кількох десятків човнів в морі. Найефективнішим і наймасовішим підводним човном Німеччини був підводний човен типу VII. Наприкінці Другої світової війни німецькі конструктори впритул підійшли до розв'язання проблеми оснащення підводних човнів балістичними ракетами.
Тенденції, які виникли в будівництві підводних човнів у другій половині війни (покращення підводних маневрових характеристик, збільшення швидкості підводного ходу, глибини занурення, підводної дальності плавання, зниження шумності, скорочення часу термінового занурення, застосування пристроїв підзарядки акумуляторів без повного спливання на ходу) зберігалось до кінця 1950-х років. Зі вдосконаленням конструкції підводного човна і їхніх тактико-технічних характеристик розширювались не тільки їхні бойові можливості, а й спектр їхнього застосування.

### Період ракетно-ядерних флотів
У середині 1950-х років у ВМФ СРСР підводні човни класифікувались як: великі (океанські), середні (морські) і малі (прибережного плавання). В кожному класі човни ділились на підкласи: з торпедним озброєнням для дій проти транспортів і бойових кораблів; з ракетним озброєнням для дій проти транспортів і бойових кораблів; мінні загороджувачі; з ракетним озброєнням для дій проти берегових об'єктів; спеціального призначення (транспортні, протичовнові, радіолокаційного дозору). Окремий клас становили надмалі підводні човни.

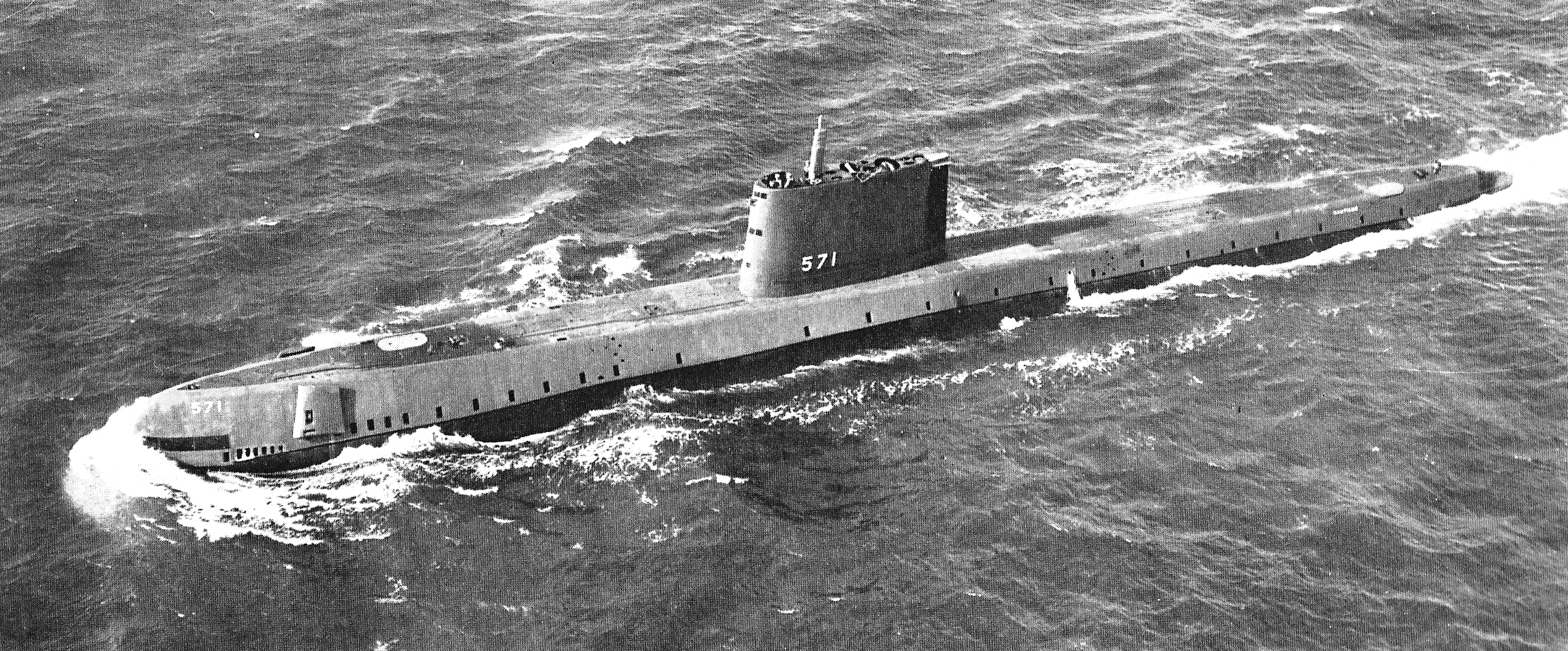
SS-571 «Наутілус» — перший атомний підводний човен. Фото 1955 року.

З 1945 року у США проєктувався перший атомний підводний човен, а 1948 року був розроблений проєкт атомної енергетичної установки до нього. Перший у світі атомний підводний човен «Наутілус» (англ. SSN-571 Nautilus) був закладений 14 червня 1952 року, спущений на воду 21 січня 1954 року. Урочисто, але суто формально був уведений до складу флоту у вересні того ж року, бо перший запуск його реактора відбувся лише через три місяці, а відчалювання ще пізніше. Й уся його служба це були насправді тільки ходові випробування. Що і не дивно як для першого атомного підводного човна.
12 серпня 1957 року був спущений на воду і в березні 1959 року увійшов до бойового складу Північного флоту ВМФ СРСР перший радянський атомний підводний човен К-3 проєкту 627. У зв'язку з переходом до атомного підводного флоту основні характеристики підводних човнів зросли на кілька порядків.
Перегони ракетно-ядерних озброєнь періоду холодної війни призвела до появи у 1960-их роках нового класу носіїв ядерних балістичних ракет — підводних човнів з балістичними ракетами (ПЧАРБ). З появою на озброєнні ПЧАРБ флоти стали видом збройних сил, здатним здійснювати безпосередній вплив на перебіг ядерної війни.
Першим у світі проєктом ПЧАРБ стала серія з п'яти американських атомних підводних човнів з балістичними ракетами типу «Джордж Вашингтон» (англ. George Washington class), які увійшли до складу ВМС США у 1959–1961 роках. Вони мали на озброєнні 16 шахтних пускових установок БРПЧ «Поларіс А1». Радянський Союз зміг протиставити їм лише підводні човни проєкту 658 (за класифікацією НАТО — Hotel class) з трьома балістичними ракетами Р-13 (Р-21 у проєкті 658М).

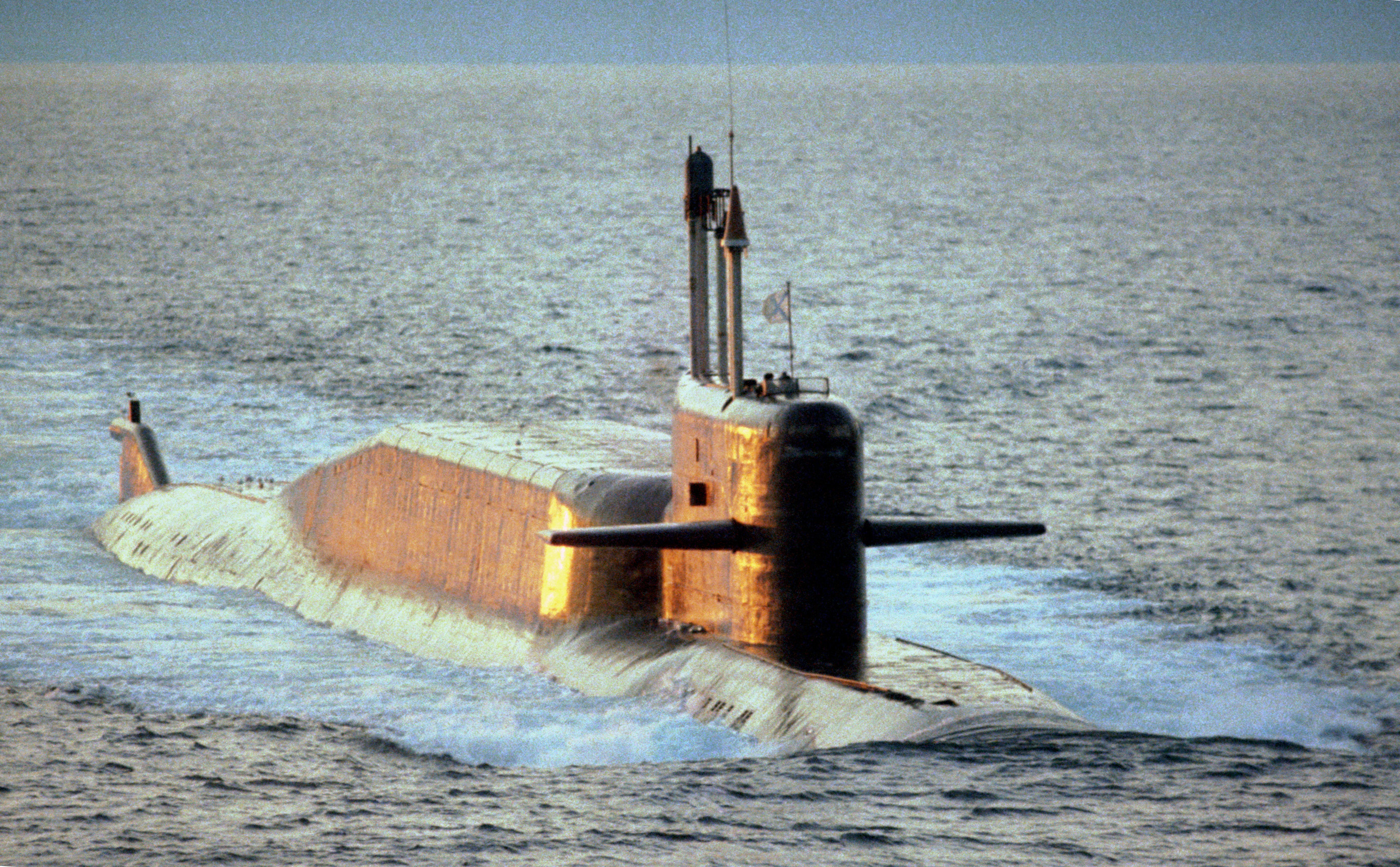
РПКСП К-18 «Карелія» проєкту 667БДРМ. За рубкою — добре помітний ракетний відсік. Фото 1994 року.

Згодом на озброєння ВМС США надійшли ПЧАРБ другого і третього поколінь типів «Лафаєт» (англ. Lafayette), «Джеймс Медісон» (англ. James Madison) та «Бенджамін Франклін» (англ. Benjamin Franklin) і врешті-решт у 1970-их — типу «Огайо». На противагу їм у СРСР почали будувати підводні човни з шахтними пусковими установками проєкту 667 (667А, 667Б, 667БД, 667БДР, 667БДРМ), які отримали у ВМФ СРСР назву «Ракетні підводні крейсери стратегічного призначення» (РПКСП). У другій половині 1970-их років США і СРСР вийшли на стратегічний паритет морської складової сил ядерного стримування.
Паралельно з розвитком атомних підводних човнів, а останнім часом навіть активніше, відбувається еволюція неатомних підводних човнів. НАПЧ характеризуються значно нижчою собівартістю як порівняти з ПЧА, що дозволяє будувати їх менш багатим країнам. Крім того, НАПЧ переважають атомні човни за таким важливим критерієм як акустична потаємність. Створення неатомних підводних човнів з повітрянонезалежними енергетичними установками надає значні переваги. Вважається, що саме такий тип підводних човнів стане основою підводних сил неядерних держав у недалекому майбутньому.

## Класифікація і бойове призначення
Залежно від призначення, озброєння і тактико-технічних елементів, підводні човни діляться на класи, до яких належать кораблі з однаковим бойовим призначенням та основним озброєнням. В межах класів, з урахуванням дальності плавання, тоннажу або спеціалізації, — на підкласи. Тип (проєкт) складається з човнів одного підкласу, які мають однакові тактико-технічні характеристики, відрізняються від інших кораблів класу (підкласу) корабельною архітектурою, конструктивними деталями і технічною оснащеністю.
| Зображення                         | Найменування класу (підкласу)                   | Найменування класу (підкласу) | Класифікаційні ознаки                                                                                      | Класифікаційні ознаки                   | Класифікаційні ознаки                                                          |
| Зображення                         | Повне                                           | Аббр.                         | Основне призначення                                                                                        | Інші завдання                           | Конструктивні особливості                                                      |
| ---------------------------------- | ----------------------------------------------- | ----------------------------- | --- | --------------------------------------- | ------------------------------------------------------------------------------ |
| Підводні човни атомні              |                                                 |                               | |                                         |                                                                                |
| ПЧАРБ типу Ohio (США)              | Підводний човен атомний з ракетами балістичними | ПЧАРБ SSBN                    | Знищення групи стратегічних наземних цілей                                                                 | Знищення групи надводних кораблів       | Атомна енергетична установка, міжконтинентальні балістичні ракети              |
|                                    | Багатоцільовий підводний човен атомний          | ПЧА SSN                       | Знищення наземних цілей, підводних човнів і надводних кораблів на океанському морському театрі воєнних дій | Розвідка, постановка мінних загороджень | Атомна енергетична установка, відсутність міжконтинентальних балістичних ракет |
| Неатомні підводні човни            |                                                 |                               | |                                         |                                                                                |
| НАПЧ типу 212 (Німеччина)          | Багатоцільовий підводний човен                  | НАПЧ/ДПЧ SSI/SSK              | Знищення наземних цілей, підводних човнів і надводних кораблів на морському театрі воєнних дій             | Розвідка, постановка мінних загороджень | Дизель-електрична або анаеробна енергетична установка, тоннаж понад 200 т.     |
| ПЧСП проекту 940 (СРСР)            | Підводний човен спеціального призначення        | ПЧСП SSA                      | Виконання рятувальних і дослідницьких завдань                                                              | Виконання спеціальних завдань           | В залежності від призначення                                                   |
| НМПЧ «Тритон-2» проекту 908 (СРСР) | Надмалий підводний човен                        | НМПЧ SSM                      | Доставка і висадка розвідувально-диверсійних груп                                                          | Розвідка                                | Носії водолазів-розвідників, тоннаж до 200 т.                                  |

Комплекс озброєння підводних човнів включає торпеди, міни і крилаті ракети, запуск яких здійснюється з торпедних апаратів.
Залежно від класу й озброєння підводні човни можуть бути призначені для:

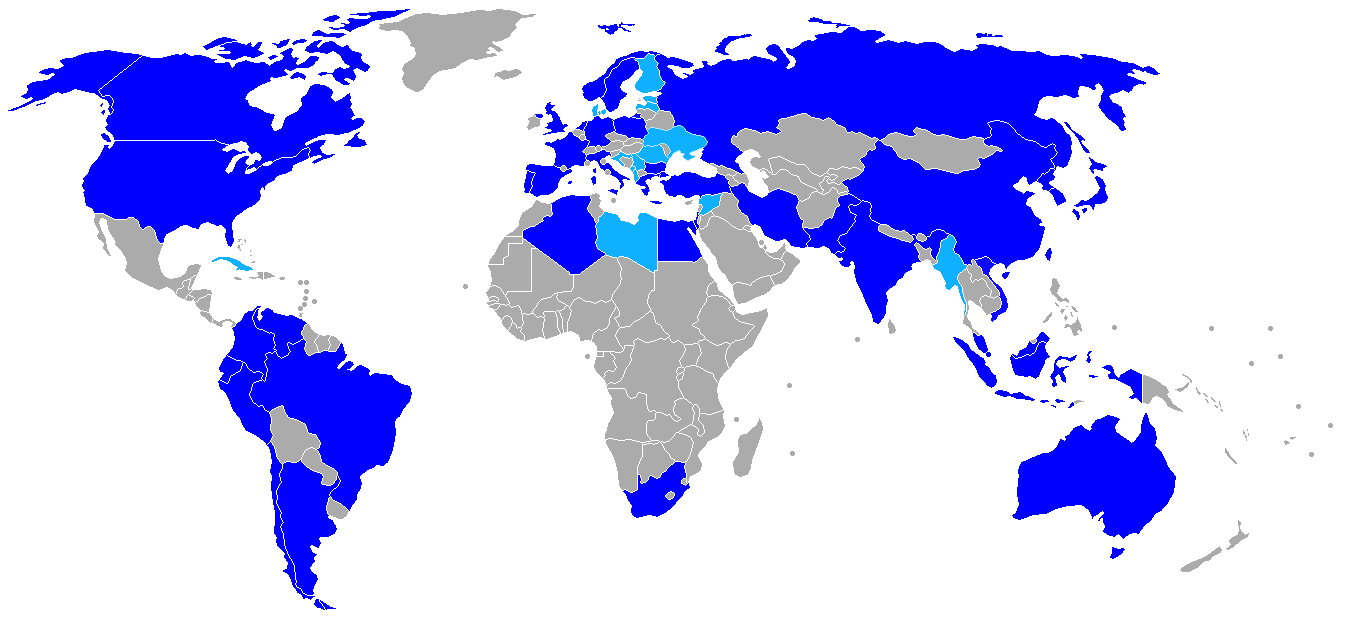
Країни, які мають підводний флот (синій колір). Блакитним кольором відмічені країни, що мали підводний флот в минулому.

- ураження важливих військово-промислових та адміністративних центрів, військово-морських баз, портів та інших наземних об'єктів,
- знищення підводних човнів, кораблів і суден противника,
- прихованої постановки активних мінних загороджень,
- ведення розвідки,
- використання як корабля-ретранслятора для організації зв'язку,
- виконання рятувальних і дослідницьких завдань,
- доставляння і висадки розвідувально-диверсійних груп.

Особливий клас підводних човнів становлять атомні підводні човни з балістичними ракетами (ПЧАРБ) або за радянською/російською класифікацією підводні ракетні крейсери стратегічного призначення — компонент стратегічних ядерних сил.

## Держави, ВМС яких мають на озброєнні підводні човни
Нині підводні човни є на озброєнні військово-морських сил сорока країн, зокрема шість країн мають атомні підводні човни.
Атомні підводні човни мають на озброєнні Сполучені Штати Америки (тільки атомні), Велика Британія (тільки атомні), Франція (тільки атомні), Росія, Китай та Індія.
Розподіл підводних човнів за країнами:
| Держава         | Кількість і тип ПЧ на озброєнні |
| --------------- | ------------------------------- |
| Австралія       | 6 дизель-електричних ПЧ         |
| Алжир           | 4 дизель-електричні ПЧ          |
| Аргентина       | 3 дизель-електричні ПЧ          |
| Бразилія        | 5 дизель-електричних ПЧ         |
| В'єтнам         | 2 дизель-електричних ПЧ         |
| Велика Британія | 4 ПЧАРБ і 7 ПЧА                 |
| Венесуела       | 2 дизель-електричні ПЧ          |
| Греція          | 4 НАПЧ з анаеробною ЕУ, 8 ДПЧ   |
| Еквадор         | 2 дизель-електричні ПЧ          |
| Єгипет          | 4 дизель-електричних ПЧ         |
| Ізраїль         | 4 дизель-електричних ПЧ         |
| Індія           | 1 ПЧАРБ, 1 ПЧА, 14 ДПЧ          |
| Індонезія       | 2 дизель-електричні ПЧ          |
| Іран            | 3 дизель-електричні ПЧ          |
| Іспанія         | 3 дизель-електричні ПЧ          |
| Італія          | 2 НАПЧ з анаеробною ЕУ, 4 ДПЧ   |
| Канада          | 4 дизель-електричних ПЧ         |
| Китай           | 4 ПЧАРБ, 5 ПЧА, 51 ДПЧ          |
| Північна Корея  | 43 дизель-електричних ПЧ        |
| Колумбія        | 4 дизель-електричні ПЧ          |
| Малайзія        | 2 дизель-електричні ПЧ          |
| Нідерланди      | 4 дизель-електричних ПЧ         |
| Німеччина       | 5 НАПЧ з анаеробною ЕУ          |
| Норвегія        | 6 дизель-електричних ПЧ         |
| Пакистан        | 8 дизель-електричних ПЧ         |
| Перу            | 5 дизель-електричних ПЧ         |
| Південна Корея  | 3 НАПЧ з анаеробною ЕУ, 9 ДПЧ   |
| ПАР             | 3 дизель-електричних ПЧ         |
| Польща          | 5 дизель-електричних ПЧ         |
| Португалія      | 2 дизель-електричних ПЧ         |
| Росія           | 13 ПЧАРБ, 23 ПЧА, 18 ДПЧ        |
| Сінгапур        | 4 дизель-електричних ПЧ         |
| США             | 14 ПЧАРБ, 53 ПЧА                |
| Тайвань         | 4 дизель-електричні ПЧ          |
| Туреччина       | 14 дизель-електричних ПЧ        |
| Україна         | 1 дизель-електричний ПЧ         |
| Франція         | 6 ПЧАРБ, 4 ПЧА                  |
| Чилі            | 4 дизель-електричних ПЧ         |
| Швеція          | 3 НАПЧ з анаеробною ЕУ, 2 ДПЧ   |
| Японія          | 4 НАПЧ з анаеробною ЕУ, 16 ДПЧ  |

### У складі Військово-морських сил України
Згідно з додатком № 4 «Перелік військових кораблів та суден Чорноморського флоту, які належать Україні та Російській Федерації» до Угоди між Україною і Російською Федерацією про параметри поділу Чорноморського флоту, яка була підписана 28 травня 1997 року, з чотирьох підводних човнів колишнього Чорноморського флоту СРСР, що залишилися в його складі на той час, Україні відійшов один підводний човен проєкту 641 Б-435.
Побудований у Ленінграді на Адміралтейському заводі 1970 року, за період служби у ВМФ СРСР човен пройшов понад 13 тисяч морських миль, здійснив 14 далеких походів. На момент передачі ВМС України Б-435 стояв на приколі в Балаклавській бухті через відсутність акумуляторних батарей.
У Військово-Морських Силах Збройних Сил України човен отримав назву «Запоріжжя» і бортовий номер U01. Військово-морський прапор України піднятий на кораблі 1 серпня 1997 року. З 1997 року човен капітально ремонтували. 2011 року пройшов післяремонтні швартовні випробування. 18 липня 2012 року під час ходових випробувань успішно здійснив пробне занурення. 26 червня 2013 року завершено роботи з багаторічного ремонту підводного човна. З липня 2013 року підводний човен перебуває на тимчасовій стоянці у Стрілецькій бухті у Севастополі.
«Запоріжжя» — єдиний, що залишився у світі, ходовий великий дизель-електричний підводний човен 641-го проєкту. Другий підводний човен подібного класу — російський Б-380 Чорноморського флоту проєкту 641Б з 2000 року перебуває в плавдоці та готується до списання.

## Будова підводних човнів

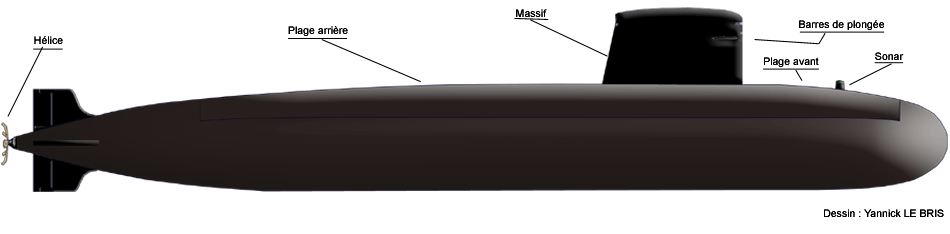
Основні елементи конструкції багатоцільового атомного підводного човна (АПЧ) типу «Рюбі» ВМС Франції.
Справа наліво: антена гідролокатора, носова надбудова, командирський місток, рубка, кормова надбудова, гвинто-стернова група.

Загальне розташування основних пристроїв і механізмів багатоцільового АПЧ типу «Скіпджек» ВМС США.
1. гідроакустична станція, 2. носовий торпедний відсік, 3. центральний пост, 4. реакторний відсік, 5. відсік допоміжних механізмів, 6. машинний відсік з паровою турбіною.

Схема конструкції ПЧ з подвійним корпусом (поперечний розріз):
1. міцний корпус, 2. цистерна головного баласту, 3. міцна рубка, 4. огородження рубки, 5. надбудова, 6. верхній стрингер легкого корпусу, 7. пластинчастий кіль.

### Конструкція корпусу
За конструкцією підводні човни поділяються на однокорпусні та з подвійним корпусом. Сучасні підводні човни зазвичай мають подвійний корпус: водопроникний легкий корпус, функція якого полягає в доданні кораблю гідродинамічно досконалих контурів, і водонепроникний міцний корпус, який здатен витримати тиск води на великих глибинах занурення.
Усередині міцний корпус розділений на відсіки перегородками, що підвищує живучість корабля в разі течії чи пожежі.
Типовий матеріал міцного корпусу — легована сталь з високою межею пружності.
Деякі човни будувались з титановими корпусами (наприклад сумнозвісний К-278 «Комсомолець», який зазнав катастрофи у Норвезькому морі 7 квітня 1989 року). Титановий корпус привабливий через більшу міцність, меншу питому вагу і є парамагнетиком (має малу магнітну сприйнятливість). До того ж титанові з'єднання стійкі до корозії — корпус добре зберігається у морській воді навіть без фарбування. Але зварювання титанових листів дуже проблематичне — титан стає крихким, розтріскується паралельно до шва. Боротьба з цим явищем здорожує і уповільнює будівництво. Навіть попри те, що рекорди швидкості і глибини занурення належать титановим субмаринам, у СРСР титан як матеріал корпусу був витіснений високоміцною сталлю. В інших країнах титанових човнів не будували взагалі.

Термінове занурення підводного човна:
А — човен у надводному положенні: баластні цистерни порожні, стерна глибини в позиції «на сплиття»,
В — термінове занурення: цистерни головного баласту і диферентові цистерни заповнюються, стерна глибини в позиції «на занурення»,
С — човен на визначеній глибині занурення: баластні цистерни віддиферентовані, керування глибиною здійснюється горизонтальними стернами.

Занурення підводного човна здійснюється шляхом зміни диференту, після заповнення кількох диферентових цистерн. Сучасний підводний човен має систему різних баластних цистерн, призначених для управління кораблем. В екстрених і аварійних випадках для виринання або вирівнювання диференту можуть продуватися також паливні, лляльні та інші цистерни. Зміна глибини і спливання здійснюються за допомогою горизонтальних стерен (гідропланів) з подальшим витісненням води з баластних цистерн стисненим повітрям або газом. Для екстреного виринання продуваються спеціальні цистерни головного баласту.

### Енергетичні установки
Для руху підводних човнів у надводному положенні застосовуються атомні або дизельні енергетичні установки; у підводному положенні — атомні установки, електричні акумулятори струму, на малих глибинах — дизельні установки, що мають відповідні висувні повітрозабірні пристрої (шноркель, інша назва — РДП, від «робота дизеля під водою»). Для підзарядки акумуляторів дизельні двигуни використовуються як дизель-генератори. До відкриттів у галузі атомних реакторів, для підводних човнів було розроблено кілька проєктів підводних двигунів, що працювали на альтернативних видах палива (наприклад, газотурбінний двигун Вальтера, який відрізнявся повною безшумністю ходу).

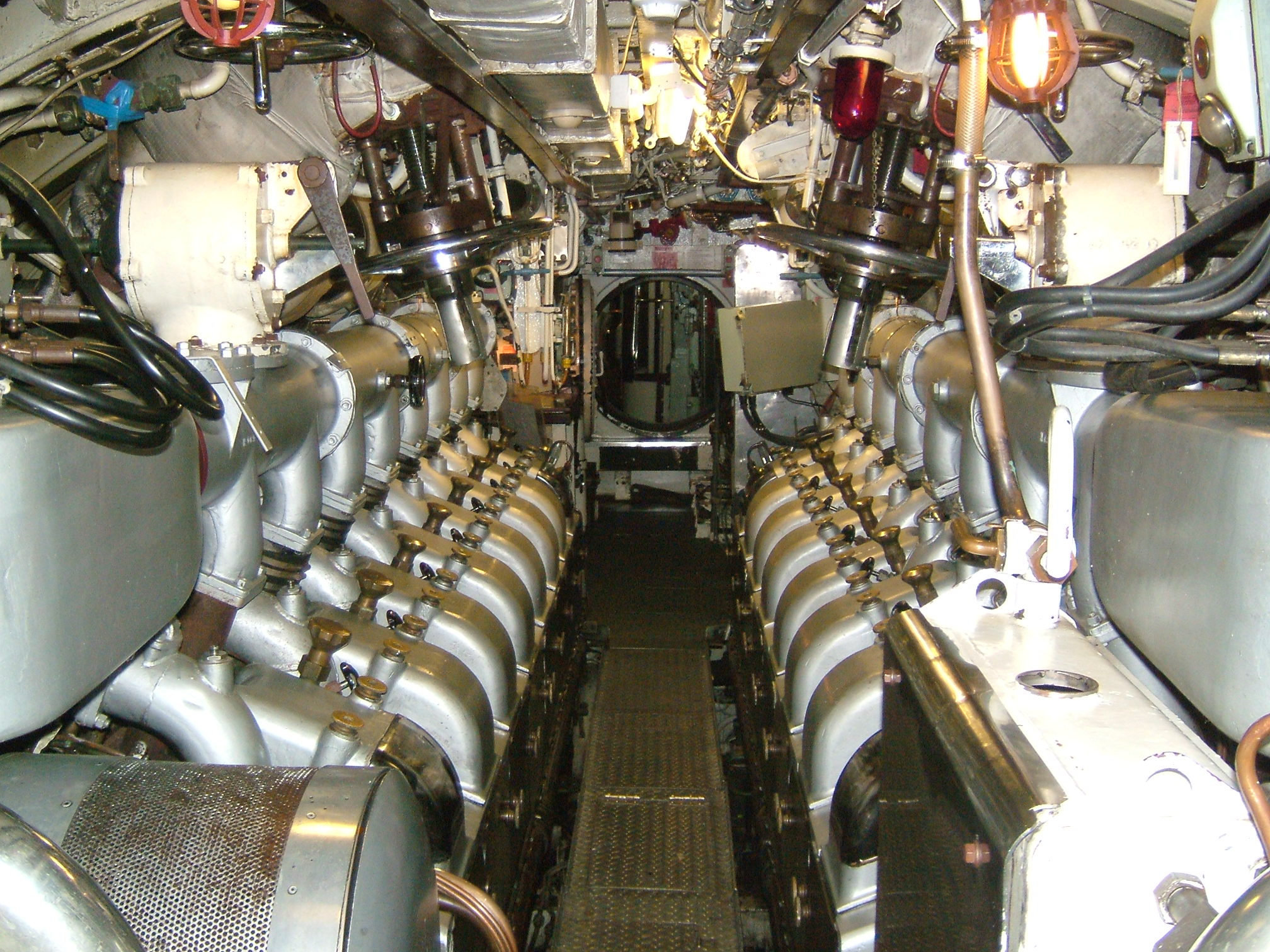
Дизельний відсік підводного човна (HMS Ocelot).

Найперспективнішим серед неатомних енергетичних установок підводних човнів виявився напрямок, пов'язаний з перетворенням хімічної енергії безпосередньо в електричну. Йдеться про електрохімічні генератори, створені на базі паливних елементів. Фізика їхньої роботи базується на процесі, зворотному електролізу води, коли при з'єднанні водню з киснем виділяється електроенергія. При цьому енергетичне перетворення відбувається безшумно, а єдиним побічним продуктом реакції є дистильована вода. За критеріями ефективності та безпеки водень зберігається у зв'язаному стані у формі металогідриду (сплав металу в поєднанні з воднем), а кисень — у зрідженому вигляді у спеціальних місткостях між легким і міцним корпусами субмарини. Між водневим і кисневим катодами розташовані полімерні електролітні мембрани протонного обміну, що виконують функцію електроліту. На практиці такий спосіб застосовується на сучасних німецьких підводних човнах типу U-212 та U-214, які оснащуються комбінованою силовою установкою, в якій для руху під водою використовуються акумуляторні батареї або паливні елементи, а для плавання у надводному положенні — традиційний дизель-генератор.
Типовим рушієм підводних човнів є гребні гвинти, але інколи на них встановлюють зокрема і водометні рушії, які рухають судно за принципом реактивного струменя.

### Гідроакустичні засоби і зв'язок
Специфічні особливості підводного середовища вимагають застосування на підводних човнах специфічних засобів навігації і зв'язку. Щойно ПЧ занурюється на глибину, більшу ніж перископна, для орієнтування і комунікації у розпорядженні її командира залишаються лише гідроакустичні засоби: пристрої і прилади, призначені для пошуку, виявлення, визначення розташування і параметрів руху об'єктів у підводному середовищі, а також для звукопідводного зв'язку та забезпечення безпеки плавання, принцип роботи яких полягає у перетворенні звукових коливань в електричні. Розвиток гідроакустичних засобів нерозривно пов'язаний зі зростанням ролі підводних човнів у боротьбі на морі.

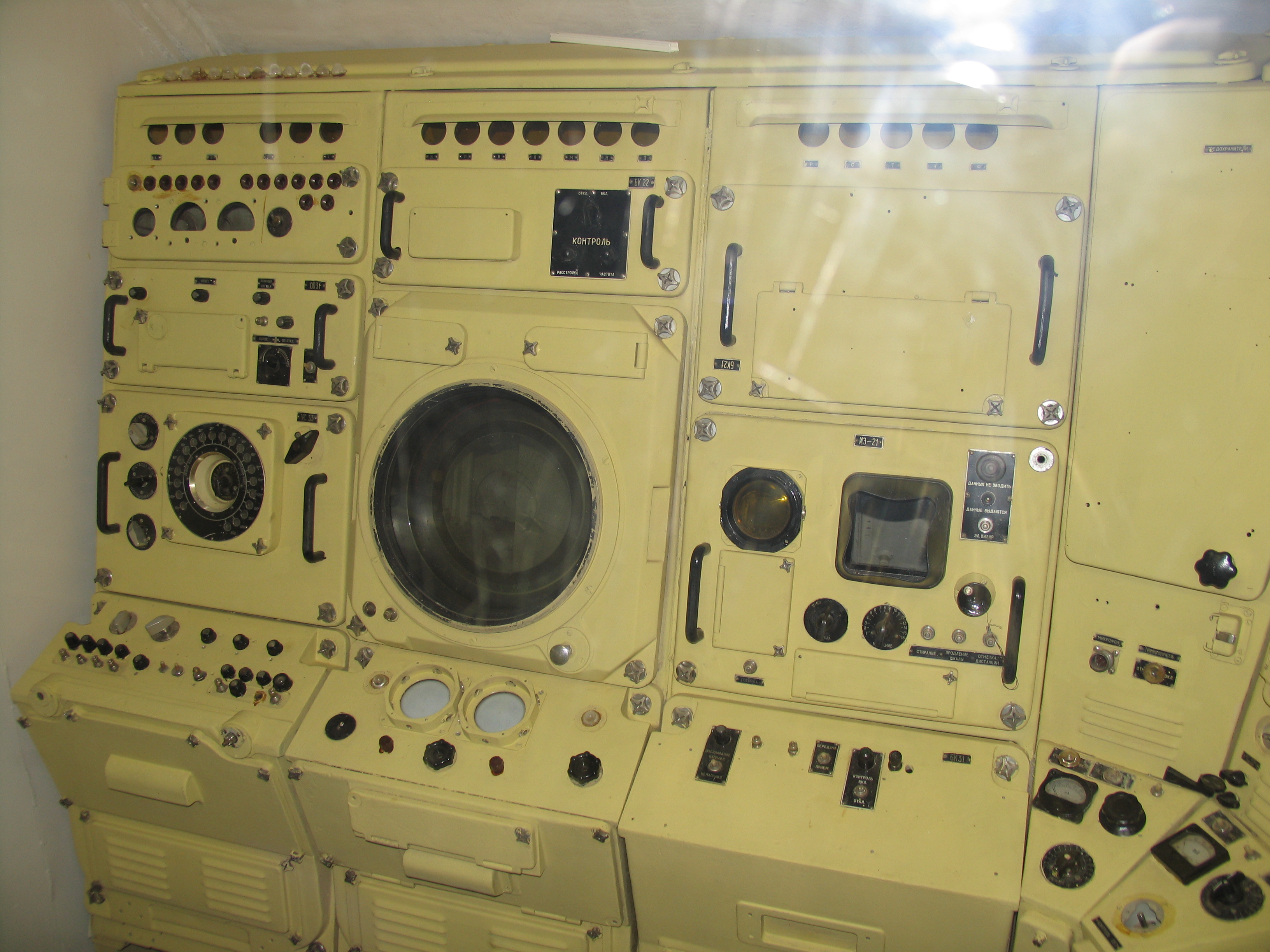
Пост гідроакустика підводного човна Б-396 проєкту 641Б (СРСР).

Зважаючи на те, що сучасні підводні човни усе довше перебувають у підводному положенні, а атомні ПЧ взагалі можуть не спливати в надводне положення протягом усього часу плавання, надійна робота гідроакустичних засобів є головною запорукою безпечного плавання підводного корабля. До гідроакустичних засобів підводного човна належать багатофункціональні гідроакустичні комплекси (ГАК), гідролокаційні та шумопеленгаторні станції. Особливе місце серед гідроакустичних засобів посідає ехолот.
На першому атомному підводному човні «Наутілус» під час його арктичного плавання працювало 13 гідроакустичних станцій (ГАС) різного призначення. Гідроакустичне озброєння сучасного ПЧАРБ типу «Огайо» складається з багатофункціонального ГАК AN/BQQ-6. Він має активно-пасивну ГАС AN/BQS-13, антена якої складається з 944 гідрофонів, дві пасивні шумопеленгаторні ГАС AN/BQR-23 (104 гідрофони) і AN/BQR-15 з 47,7 метровою протяжною антеною, яка буксирується на тросі довжиною 670 м, а також навігаційні ГАС великої (AN/BQR-19) і малої (AN/BQS-15) дальності.
Інший спосіб комунікації з підводними човнами у підводному положенні — використання радіозв'язку в діапазоні наднизьких частот (частота 3-30 кГц). Особливістю наддовгих радіохвиль є те, що вони можуть проникати у морську воду на глибину до 20 метрів. Зазвичай, СНЧ-радіозв'язок використовується в ланці «берег-корабель» для передачі на ПЧ, що несуть бойове чергування, сигналів бойового управління.

## Мирне застосування

### Науково-дослідні підводні човни і апарати
Ідея використовувати підводний човен для вивчення моря така ж стара, як і цей клас бойових кораблів. Перші пропозиції належать до кінця XIX століття, коли підводні човни почали з'являтись у флотах більшості країн.
Перший дослідний підводний човен «Лоліго» (нім. Loligo) був спущений на воду 15 липня 1914 року в Австро-Угорщині. Він був побудований для однієї з найстаріших морських станцій в Європі — зоологічної станції Берлінського акваріума (нім. Zoologische station des Berliner Aquariums), яка розташовувалась на узбережжі Адріатичного моря у місті Ровінь (нині — Центр морських досліджень інституту Ruder Buskovic, Хорватія). Але Перша світова війна, що розпочалась, не дозволила реалізувати плани з використання цього підводного човна в дослідницьких цілях — він був переобладнаний у бойовий човен.
Наступним дослідницьким підводним човном став американський «Наутілус» (англ. O-12 Nautilus). Підводний човен О-12 типу «О» ВМС США був закладений на верфі «Lake Torpedenboat» (Філадельфія) і спущений на воду 29 вересня 1917 року. До 1925 року використовувався в навчальних цілях, а 1930 року за пропозицією полярного дослідника і мандрівника Джорджа Губерта Вілкінса був переданий за символічну плату в один долар для організації наукової експедиції на північний полюс. 1931 року човен був пристосований до наукових цілей і отримав назву «Наутілус». В торпедному відсіку човна була обладнана шлюзова камера для виходу водолазів і роботи з океанологічною лебідкою, а в інших відсіках встановлене додаткове дослідницьке та навігаційне обладнання, зокрема ехолот і гірокомпас. 5 серпня 1931 року «Наутілус» під командуванням колишнього капітан-лейтенанта американського флоту Слоуна Денехоуера вийшов у експедицію з норвезького порту Берген. На жаль через погодні умови і технічні негаразди експедиція цілі не досягла. Попри очевидний провал була доведена можливість використання підводного човна у наукових дослідженнях.
Важливе місце в історії глибоководних досліджень посідає радянський підводний човен «Сєвєрянка». Дизель-електричний підводний човен С-148 613-го проєкту був побудований для ВМФ СРСР 1953 року. 1957 року він був переобладнаний у підводне науково-дослідне судно і переданий Всесоюзному науково-дослідному інституту морського рибного господарства та океанографії (ВНІРО). Призначався для вивчення промислових рибних скупчень та відпрацювання способів їхнього пошуку та тралення. Був оснащений унікальною системою для візуальних підводних спостережень, підводним телебаченням, ехолотами і шумопеленгаторами, системами відбору проб води та ґрунту в підводному положенні.

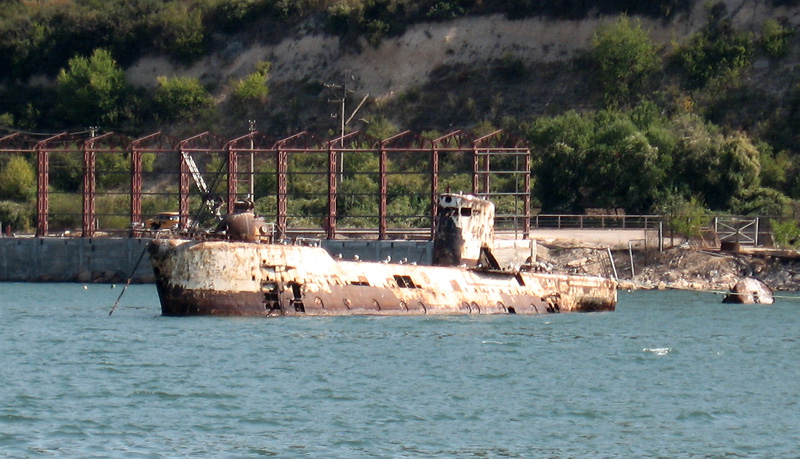
«Бентос-300» в Нафтогавані Севастополя. Фото 2007 року.

Хоча «Сєвєрянка» формально належала ВНІРО, вона залишалась у складі ВМФ СРСР і обслуговувалась військовим екіпажем. В наукову групу екіпажу входили фахівці різних напрямків: морські геологи, гідрологи, гідрооптики, гідроакустики, гідробіологи, фахівці в галузі промислового рибальства, морської і підводної техніки. Протягом 1958–1966 років «Сєвєрянка» здійснила 10 наукових походів загальною тривалістю 9 місяців.
Важливе місце у практиці і теорії підводних наукових досліджень мали спеціальні підводні човни — підводні біолабораторії проєкту 1603 «Бентос-300» — серія з двох радянських експериментальних підводних човнів, побудованих у 1976 та 1983 роках. Обидва човни використовувались у Севастопольській філії СКБ Промриболовства. Основне використання човнів полягало у здійсненні теле- та фотознімання в режимі буксирування надводним судном. Екіпаж підводної лабораторії складався з 12 осіб — пілотів, бортінженерів, океанологів. Підводні біологічні лабораторії «Бентос-300» не мали аналогів: малі як порівняти з бойовими підводними човнами розміри були достатніми для розміщення наукового екіпажу, що дозволяло максимально наблизити дослідників до досліджуваних об'єктів і розмістити на човні практично будь-яке обладнання. Для аналогічних завдань у сучасних дослідженнях використовують телекеровані з поверхні підводні апарати, що набагато дешевше, але значно менш наочно.
Маневровий і автономний підводний човен має низку переваг для океанологічних досліджень. Водночас сучасні технології дозволяють виконувати ті ж завдання з використанням цілого спектру більш економічних керованих і автономних автоматичних спускних апаратів: батискафів, батисфер, гідростатів тощо.

### Підводний туризм

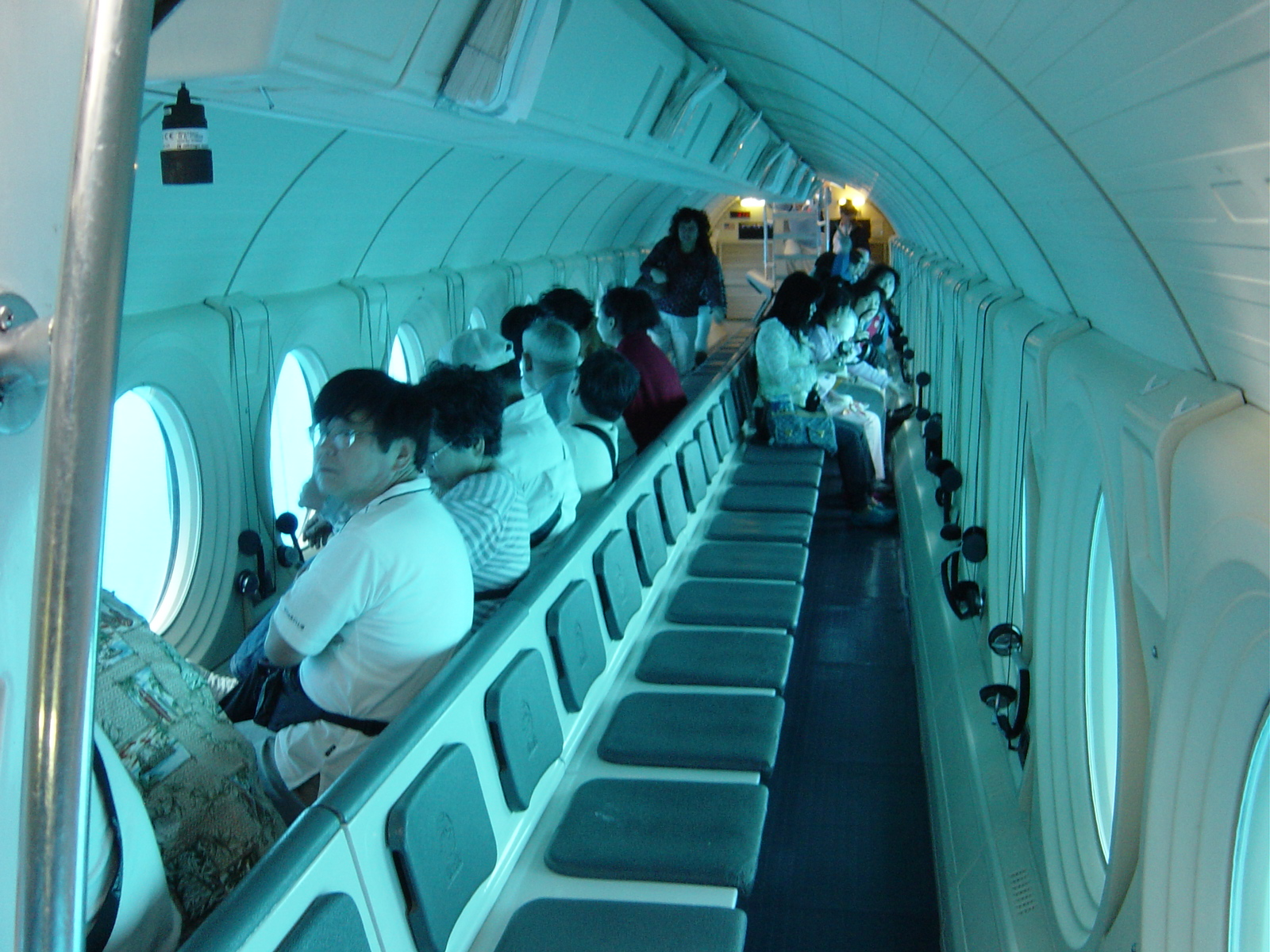
Туристична субмарина «Атлантіс», Гавайські острови

Останніми десятиліттями набули поширення туристичні підводні човни, розраховані на 24-64 особи, в котрих можна спостерігати за підводним світом на глибинах до 100 метрів крізь великі акрилові ілюмінатори по бортах. Зазвичай вони базуються на великих морських курортах і далеко від берегів не відходять.
Наприклад, одна з туристичних компаній Гаваїв розробила тур на спеціальному підводному човні. Поринути в безодню Тихого океану можна в районі популярного серед туристів острова Оаху. Екскурсія проходить на глибині 30 метрів, підводний човен обладнаний великими панорамними вікнами, щоб туристи могли насолоджуватись океанськими глибинами й численними підводними мешканцями. Також із вікон можна помилуватись величезною кількістю коралових рифів.
Подібні екскурсії організуються й у Червоному і Середземному морях. Але підводний туризм — не надто безпечний вид відпочинку: туристичні човни не мають таких засобів боротьби за живучість і рятування екіпажу як їхні військові аналоги.

## Підводні човни— музеї

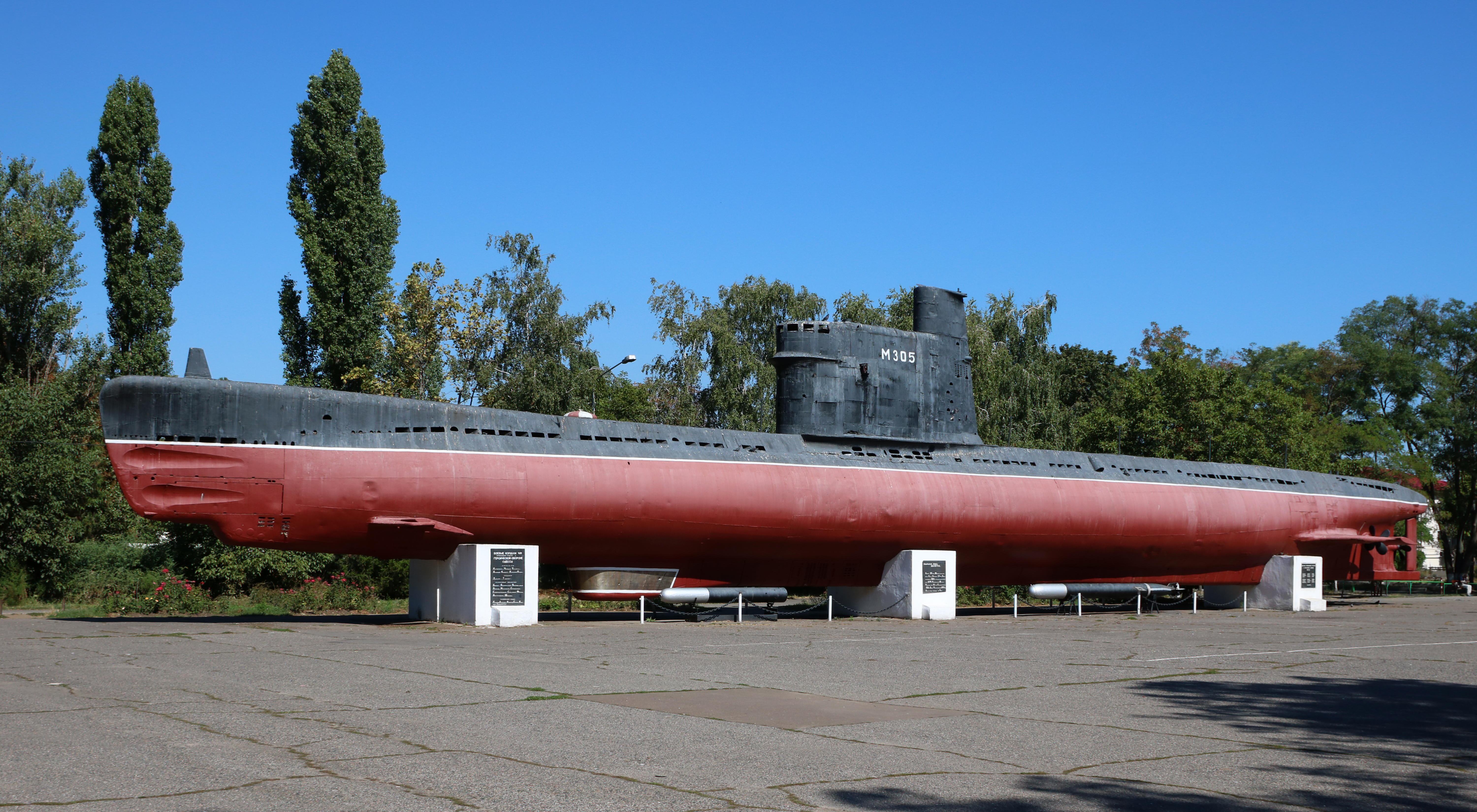
Експонат Меморіалу героїчної оборони Одеси

Понад дев'яносто підводних човнів, виведених з бойового складу флотів, зберігаються як кораблі-музеї у більш ніж двадцяти країнах світу. З них понад 30 — в США, по дев'ять — у Великій Британії і Німеччині, вісім — в Росії. В Україні — підводний човен М-305 — експонат Меморіалу героїчної оборони Одеси.
Цікаво, що підводного човна під номером М-305 у складі Чорноморського флоту СРСР ніколи не було. Малий підводний човен М-296 проєкту 615, побудований 1956 року, після виключення зі складу ВМФ 1979 року був переданий Одеському міськкому Компартії Української СРСР для використання як корабель-пам'ятник. 1 березня 1980 року встановлений як експонат на 411-й батареї в Одесі.

## Підводний човен у літературі й мистецтві
Наука впливає на мистецтво. Під впливом учення Чарлза Дарвіна про походження родів і видів у природі з'явився еволюційний метод у літературознавстві. Еміль Золя намагався генетично дослідити походження вад героїв своїх творів. У свою чергу мистецтво впливає на науку. Подорож на підводному човні спершу зробили герої Жуля Верна, а згодом були сконструйовані реальні підводні човни.

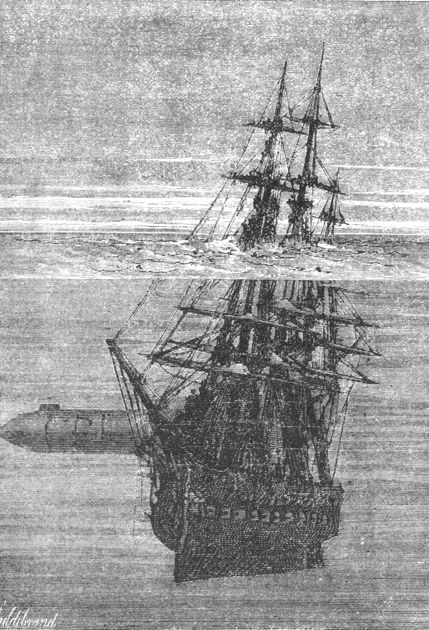
«Наутілус» капітана Немо топить вітрильник. Ілюстрація художника Невіля (1869 рік).

Твори Жуля Верна (1828–1905) «Двадцять тисяч льє під водою», «Таємничий острів», «Діти капітана Гранта» свого часу були зараховані до жанру наукової фантастики. Один з героїв цих творів — інженер, винахідник, конструктор, океанолог капітан Немо — творець і капітан фантастичного підводного корабля «Наутілус». Вперше з'явившись у «Двадцять тисяч льє під водою» (1869), «Наутілус» вірно служить своєму капітану, показуючи невибагливість та надійність, а також неймовірні як для того часу, так і, частково, для сьогодення, технічні характеристики. Так, за сім місяців він подолав відстань у 20 000 льє (близько 111 000 км), що більш ніж удвічі більше довжини екватора, опустився на дно океану, а потім зумів вибратись з потужного виру. Він був бойовою системою і водночас дослідною лабораторією, потопив кілька кораблів і допоміг знайти Атлантиду. «Наутілус» став утіленням технічного прогресу, а його ім'я стало найпопулярнішим серед субмарин. Через це Жуля Верна стали називати «батьком підводних човнів». Досі на честь «Наутілуса» називають підводні човни, космічні апарати, електронні прилади…
З «Наутілусом» Жуля Верна перегукується і «Люцифер» — автомобіль-амфібія з термоядерним силовим агрегатом, здатний занурюватись у воду несподівано швидко, наче не автомобіль, а підводний човен — плід фантазії українського радянського письменника-фантаста Володимира Владка. Дивовижний, майже невразливий «Люцифер» — знаряддя боротьби героя роману Владка «Сивий капітан», молодого вченого Ернана Раміро проти фашистської диктатури у вигаданій країні.
Після Другої світової війни професія моряка-підводника — зразок патріотизму, мужності, відданості Батьківщині. Подвиги підводників воєнних часів і ери холодної війни стали основою для сюжетів багатьох літературних творів і художніх фільмів: незалежно від національної приналежності професія моряків-підводників сувора і досі небезпечна. Твори про життя підводників не тільки показують романтику, а й допомагають цінувати звичайне земне життя, зрозуміти його зміст. У малій замкненій групі, якою є екіпаж підводного човна — своя психологія, свій світ, відмінний від інших. У художніх творах життя підводника — це світ стихії, де більше цінується дружба, взаємодопомога, честь і совість незалежно від національностей, службових рангів і звань.

Найвідоміші художні фільми про підводників:
- «Таємниця двох океанів», СРСР, 1956 рік;
- «Ніч над Готенхафеном[de]», ФРН, 1959 рік;
- «Командир щасливої «Щуки»», СРСР, 1972 рік;
- «Підводний човен», ФРН, 1981 рік;
- «Слухати у відсіках», СРСР, 1985 рік;
- «Про повернення забути», СРСР, 1985 рік;
- «Таємний фарватер», СРСР, 1986 рік;
- «Крик дельфіна», СРСР, 1986 рік;
- «Полювання за «Червоним Жовтнем»», США, 1990 рік;
- «Багряний приплив», США, 1995 рік;
- «Морські пригоди» США, фантастичний серіал, 1993-1996 роки;
- «Ворожі води», США, Велика Британія 1997 рік;
- «U-571», США, 2000 рік;
- «Глибина», США, 2002 рік;
- «К-19», США, 2002 рік;
- «72 метри», Росія, 2004 рік.

Після виходу на екрани в СРСР фільму «Партизани в степах України» (1952 рік, за однойменною п'єсою Олександра Корнійчука), який часто сусідив на кіноафішах з іншим фільмом «Підводний човен Т-9» (1943 рік) в народі виник кумедний віршик: рос. «Подводная лодка в степях Украины погибла в неравном воздушном бою» (укр. Підводний човен в степах України загинув у нерівному повітряному бою). «Підводний човен в степах України» став основним лейтмотивом гумористичної пісні санкт-петербурзького рок-гурту «Сплін» (Підводний човен, 1996). Але найвідомішою «музичною субмариною» був і залишається хіт «Жовтий підводний човен» (англ. Yellow Submarine, 1966) легендарного британського гурту «Бітлз»: Сингл бітлів «Yellow Submarine/Eleanor Rigby» відразу після виходу посів перше місце в британському хіт-параді; у тому ж році «Бітлз» отримали за сингл премію Айвора Новелло як за найбільш продаваний сингл 1966 року.
Образ підводного човна у монументальному мистецтві
Підводні човни в картинах мариністів
Підводний човен у філателії

## Підводні човни в комп'ютерних іграх
Симулятори підводних човнів — різновид комп'ютерних ігор. Подібно до автомобільних і авіаційних ігрових тренажерів, симулятори підводних човнів поділяють на «аркадні», коли керування суттєво спрощено, і «реалістичні». Найвідомішою серією комп'ютерних ігор, які імітують керування підводним човном є «Silent Hunter», в яких гравець керує одним з типів німецьких підводних човнів періоду Другої світової війни. Однією з особливостей гри останньої гри серії «Silent Hunter» є можливість спостерігати за діями екіпажу в перервах між боями. Також існує дуже реалістичний, але менш відомий імітатор сучасних підводних човнів «Dangerous Waters».
Зазвичай в іграх цього жанру гравець має керувати діями субмарини, використовуючи клавіатуру і мишу комп'ютера або джойстик. У деяких іграх присутній також стратегічний елемент, який полягає у плануванні дій та управлінні екіпажем корабля.
Морські титани.

## Цікавинки
- Історичні гіпотези. 1820 року французький моряк і винахідник підводних човнів Монжері приписував інформацію про використання українськими козаками суден, які занурюються під воду, філософу-єзуїту Фурньє, який 1595 року відвідав Константинополь[38].
- Найкращими моряками-підводниками Другої світової війни вважаються підводники Німеччини. Німецькі моряки-підводники потопили 2603 бойових кораблів і транспортних суден союзників загальною водотоннажністю 13,5 млн тонн (враховані тільки підтверджені дані). У результаті загинуло 70 тисяч військових моряків і 30 тисяч моряків торгового флоту. П'ятеро найкращих підводників Німеччини потопили 174 бойових і транспортних кораблів союзників загальним тоннажем 1 052 710 тонн. Для порівняння: весь радянський підводний флот за роки війни потопив 157 бойових кораблів і транспортів противника — 462 300 тонн (маються на увазі тільки підтверджені дані). Найкращим асом війни був капітан II рангу Отто Кречмер, який потопив 44 кораблі, зокрема один есмінець (266 629 тонн). Найкращий підводник радянського ВМФ капітан III рангу Олександр Маринеско потопив чотири пасажирські і торговельні транспорти загальною водотоннажністю 42 507 тонн[39].

- Під час Другої світової війни у флотах деяких країн були спроби використовувати підводні човни як підводні авіаносці. Зокрема, підводні човни великих розмірів, здатні транспортувати кілька легких гідролітаків були на озброєнні військового флоту Японії. Літаки зберігались у складеному вигляді у спеціальному ангарі всередині субмарини. Зліт здійснювався у надводному положенні човна, після виведення літака з ангара. В носовій частині субмарини були спеціальні полози катапульти укороченого зльоту. Після завершення польоту літак приводнювався і його забирали назад в ангар човна. Подібні підводні човни також будувалися у Франції і Великій Британії[40].

- В Радянському Союзі у післявоєнний період було розроблено ескізні проєкти підводних транспортів — транспортно-десантних підводних човнів. За проєктом 621, розробленим 1948 року, десантний підводний човен водотоннажністю 5950 тонн мав нести батальйон десанту (745 осіб), 10 танків Т-34, 12 вантажівок і 12 гармат польової артилерії, а також три винищувачі Ла-5. В разі реалізації проєкту підводний монстр був би одним з найбільших підводних човнів свого часу. Пізніше подібні ідеї намагались у різних варіантах реалізувати в проєктах 626 (підлідно-транспортний підводний човен, 1953 рік), 648 (великий транспортний підводний човен, 1961 рік) і 664А (атомний транспортний підводний човен, 1962 рік). Останній відомий проєкт — атомний десантний крейсер 748 проєкту був запропонований 1965 року. Він мав нести (варіант) 300 осіб морського десанту і 20 середніх танків або бронетранспортерів[41].

- Найбільша глибина занурення підводних апаратів сьогодні обмежується не їхніми технічними характеристиками, а глибиною океану. Перше занурення людини до дна Маріанського жолоба було здійснено 23 січня 1960 року лейтенантом ВМС США Доном Уолшем і дослідником Жаком Пікаром на батискафі «Трієст». Прилади зафіксували глибину 11 521 м (скоригована цифра склала 10 918 м)[42]. Рекордом глибини занурення для військових кораблів вважається занурення радянського підводного човна «Комсомолець» 4 серпня 1985 року — 1027 метрів. На такій глибині човен був недосяжний для інших підводних човнів та протичовнових засобів, а також практично не фіксувався гідроакустичними засобами виявлення. При цьому при спливанні на глибині 800 метрів були здійснені успішні торпедні стрільби[43].

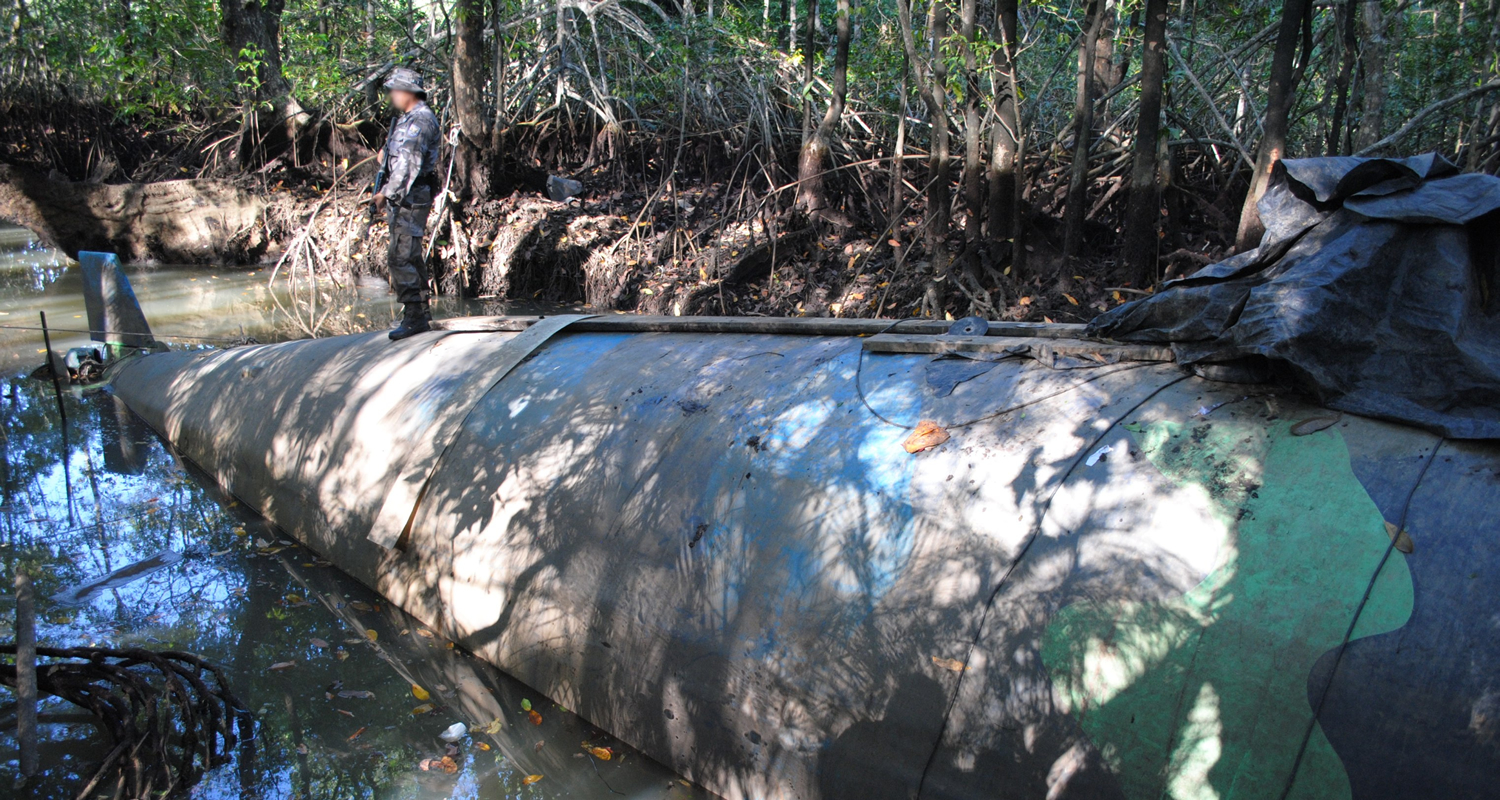
Наркосубмарина захоплена у 2010 році владою Еквадору

- Наркосубмарини. Перевага прихованості/непомітності підводних човнів привертає до них увагу і представників кримінального світу. У 2011 році влада Колумбії повідомила про захоплення саморобного підводного човна, виготовленого наркоділками. Тридцятиметровий підводний човен з подвійним корпусом міг долати відстань до 2000 морських миль (навігаційний комплекс дозволяв дістатись з Колумбії у Мексику), занурюватись на глибину до 100 метрів і при цьому перевозити за раз 150–200 тонн кокаїну. Екіпаж наркосубмарини складався з чотирьох осіб. Вартість підводного човна, який вважається технічно найдосконалішим з усіх раніше захоплених, оцінена у 2 мільйони доларів США[44].